# Gräv
Gräv is een plaats in de gemeente Gagnef in het landschap Dalarna en de provincie Dalarnas län in Zweden. De plaats heeft 106 inwoners (2005) en een oppervlakte van 30 hectare.

## Verkeer en vervoer
Bij de plaats loopt de Riksväg 70.